# Malacophagomyia filamenta
Malacophagomyia filamenta är en tvåvingeart som först beskrevs av Carroll William Dodge 1964.  Malacophagomyia filamenta ingår i släktet Malacophagomyia och familjen köttflugor.
Artens utbredningsområde är Surinam. Inga underarter finns listade i Catalogue of Life.